# 四湖村 (苗栗縣)
四湖村是位于台灣苗栗縣西湖鄉的一個村，東鄰龍洞村，東南鄰五湖村，南鄰下埔村，西鄰通霄鎮：烏眉里、福隆里，北鄰三湖村，中間隔著一條西湖溪。四湖活動中心位於宣王宮下面。

## 地理型態
四湖村主要以丘陵地形，雙邊有小山，綠野傳奇，聚落廣闊。西湖溪貫穿本鄉。本鄉的氣候屬於亞熱帶，居民以客家人群為主。目前本村的經濟主要以農業為主。自從高鐵通車後，無時無刻穿梭在鄉村之正中央，高鐵旁的山水美景令人美不勝收。

## 歷史
- 在乾隆末年，開拓四湖地區。[1]
- 在1954年，四湖鄉改成西湖鄉，而四湖村設於此地。[1]
- 在2005年，國道3號全線通車，路過西湖鄉四湖村。
- 在2007年以後，高鐵經過西湖鄉。

## 交通
- 縣道119線：後龍鎮—西湖鄉金獅村—西湖鄉龍洞村—西湖鄉三湖村—西湖鄉四湖村—西湖鄉五湖村—銅鑼鄉—三義鄉
- 苗33線：後龍鎮—西湖鄉三湖村—西湖鄉四湖村
- 苗35線：通霄鎮福龍里—西湖鄉四湖村

## 教育
- 苗栗縣西湖鄉瑞湖國民小學

## 旅遊

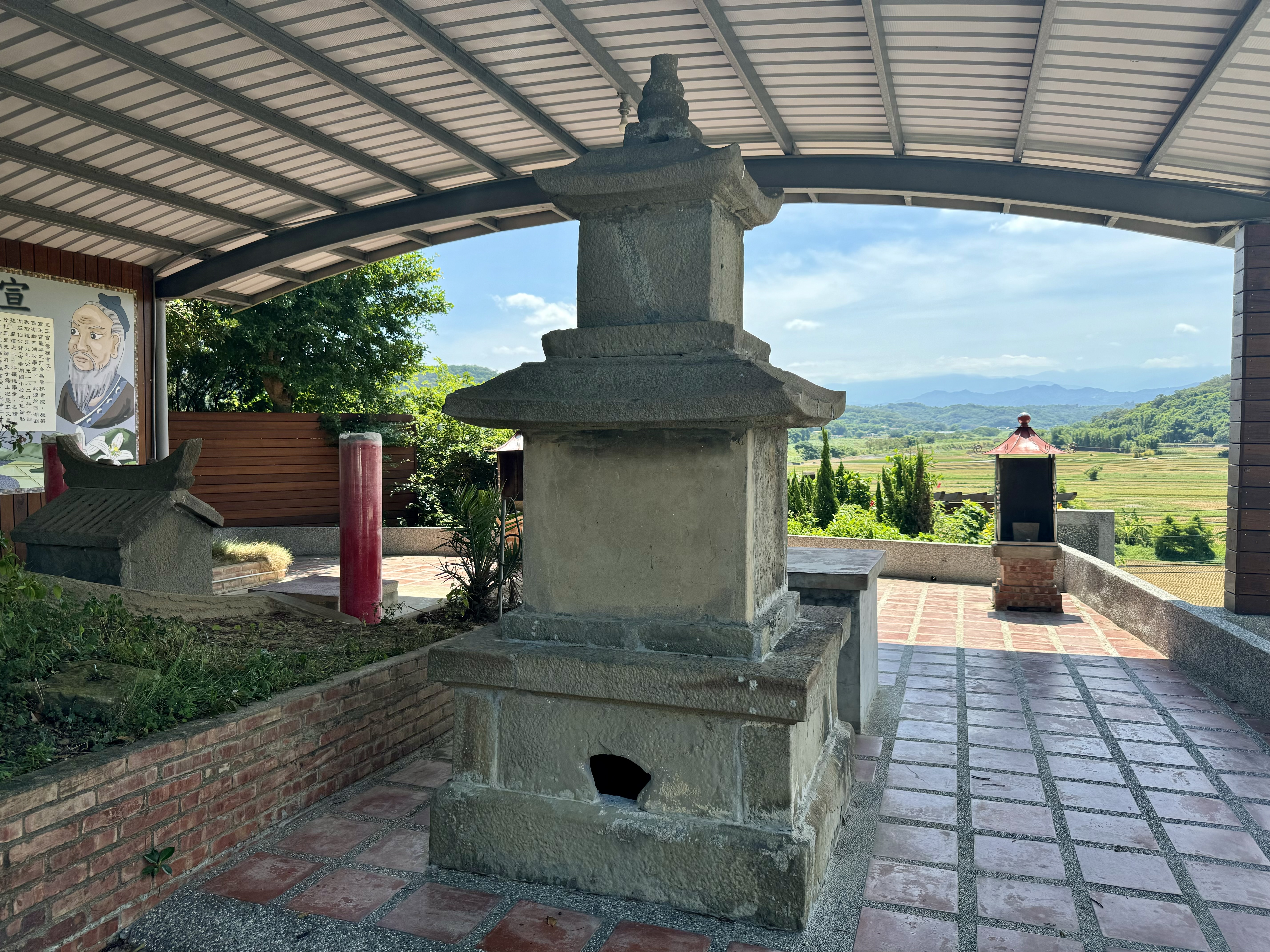
西湖敬聖亭

- 宣王宮（又稱：雲梯書院）是西湖鄉第一所書院。以前四湖莊伯公背創辦私塾，奉祀孔聖，延聘教師，傳授漢學，教育族內子弟。[2]現在正殿供奉孔聖及三恩主神位。 上面還刻著「啟發乾坤秘，傳流宇宙心」，意思是要啟發智慧，才能流傳給下一代的子孫。[2]
- 劉恩寬古宅（又稱，彭城堂）[3]
- 龍壽橋：跨過西湖溪
- 土地公廟（又稱：伯公坑）
- 四湖活動中心：宣王宮的下面
- 瑞湖國小
- 懷恩塔：西湖鄉土葬的地方
- 淨雲寺
- 聖靈宮：主祀關聖帝君
- 西湖自行車車道
- 役站

## 外部連結
- （繁體中文） 苗栗縣西湖鄉公所全球資訊網
- （繁體中文） 西湖鄉《苗栗采風》（页面存档备份，存于）
- （繁體中文） 西湖鄉農會

## 相關連結
- 西湖鄉
- 苗33線
- 縣道119線